# Campionato mineiro 2019
Il campionato mineiro 2019 – Módulo I (ufficialmente Campeonato Mineiro Sicoob 2019 – Módulo I per ragioni di sponsorizzazione) è stata la 105ª edizione del campionato mineiro, disputata fra il 19 gennaio e il 20 aprile 2019 e conclusa con la vittoria del Cruzeiro.
Capocannoniere del torneo è stato Fred con 12 reti.

## Stagione

### Novità
Al termine della stagione 2018 sono retrocesse in Módulo II Democrata-GV e Uberlândia. Dalla seconda divisione, invece, sono salite Guarani-MG e Tupynambás.
Questa edizione prevede l'utilizzo del VAR a partire dalle semifinali dei playoff per l'assegnazione del titolo.

### Formato
Le dodici squadre si affrontano dapprima in una prima fase, consistente in un girone da dodici squadre di sola andata. Le prime otto classificate accederanno alla seconda fase, ad eliminazione diretta, che decreterà la vincitrice del campionato. Le ultime due classificate, retrocedono nel Módulo II.
La prime tre classificate, potranno partecipare alla Série D 2020. I primi tre posti garantiscono anche un posto nella Coppa del Brasile.
Il titolo di Campeao do Interior verrà assegnato al club meglio piazzato nel corso della competizione ad esclusione dei tre club di Belo Horizonte, ovvero América-MG, Atlético Mineiro e Cruzeiro. Nel caso in cui due club dovessero raggiungere lo stesso risultato, vi sarà uno spareggio per decretare il vincitore.

## Squadre partecipanti
| Club             | Città           | Stadio                                        | Stagione precedente    |
| ---------------- | --------------- | --------------------------------------------- | ---------------------- |
| América-MG       | Belo Horizonte  | Stadio Raimundo Sampaio                       | 3º posto               |
| Atlético Mineiro | Belo Horizonte  | Stadio Mineirão                               | 2º posto               |
| Boa Esporte      | Varginha        | Stadio Municipal Prefeito Dilzon Luiz de Melo | 7º posto               |
| Caldense         | Poços de Caldas | Stadio Doutor Ronaldo Junqueira               | 9º posto               |
| Cruzeiro         | Belo Horizonte  | Stadio Mineirão                               | 1º posto               |
| Guarani-MG       | Divinópolis     | Stadio Waldemar Teixeira de Faria             | 1º posto nel Módulo II |
| Patrocinense     | Patrocínio      | Stadio Pedro Alves do Nascimento              | 8º posto               |
| Tombense         | Tombos          | Stadio Antônio Guimarães de Almeida           | 5º posto               |
| Tupi             | Juiz de Fora    | Stadio Municipal Radialista Mario Helênio     | 4º posto               |
| Tupynambás       | Juiz de Fora    | Stadio José Paiz Soares                       | 2º posto nel Módulo II |
| URT              | Patos de Minas  | Stadio Zama Maciel                            | 6º posto               |
| Villa Nova       | Nova Lima       | Stadio Castor Cifuentes                       | 10º posto              |

## Prima fase

### Classifica finale
| Pos. | Squadra          | Pt | G  | V | N | P | GF | GS | DR  |
| ---- | ---------------- | -- | -- | - | - | - | -- | -- | --- |
| 1    | Atlético Mineiro | 28 | 11 | 9 | 1 | 1 | 24 | 6  | +18 |
| 2    | Cruzeiro         | 25 | 11 | 7 | 4 | 0 | 22 | 5  | +17 |
| 3    | América-MG       | 22 | 11 | 6 | 4 | 1 | 22 | 9  | +13 |
| 4    | Boa Esporte      | 18 | 11 | 5 | 3 | 3 | 21 | 16 | +5  |
| 5    | Tombense         | 13 | 11 | 3 | 4 | 4 | 11 | 11 | 0   |
| 6    | Caldense         | 13 | 11 | 3 | 4 | 4 | 11 | 12 | -1  |
| 7    | Patrocinense     | 12 | 11 | 3 | 3 | 5 | 10 | 13 | -3  |
| 8    | Tupynambás       | 11 | 11 | 3 | 2 | 6 | 10 | 18 | -8  |
| 9    | Villa Nova       | 11 | 11 | 3 | 2 | 6 | 9  | 21 | -12 |
| 10   | URT              | 10 | 11 | 2 | 4 | 5 | 9  | 16 | -7  |
| 11   | Guarani-MG       | 10 | 11 | 1 | 7 | 3 | 8  | 13 | -5  |
| 12   | Tupi             | 4  | 11 | 0 | 4 | 7 | 6  | 23 | -17 |

Legenda:
     Ammessa alla seconda fase.
     Retrocessa nel Módulo II 2020
Regolamento:
Tre punti a vittoria, uno a pareggio, zero a sconfitta.

### Tabellone
Ogni riga indica i risultati casalinghi della squadra segnata a inizio della riga, contro le squadre segnate colonna per colonna (che invece avranno giocato l'incontro in trasferta). Al contrario, leggendo la colonna di una squadra si avranno i risultati ottenuti dalla stessa in trasferta, contro le squadre segnate in ogni riga, che invece avranno giocato l'incontro in casa.
|                  | AMM    | ATM    | BOA    | CAL    | CRU    | GUA    | PAT    | TOM    | TUP    | TPY    | URT    | VIL    |
| ---------------- | ------ | ------ | ------ | ------ | ------ | ------ | ------ | ------ | ------ | ------ | ------ | ------ |
| América Mineiro  | ––––\| |        |        |        | 0-0    | 2-2    |        |        | 5-0    | 2-0    | 3-1    | 3-0    |
| Atlético Mineiro | 3-2    | ––––\| | 5-0    |        |        | 2-0    |        |        | 2-0    |        | 4-0    | 3-1    |
| Boa Esporte      | 1-2    |        | ––––\| |        | 2-2    | 2-2    |        | 1-0    | 4-1    |        |        | 2-0    |
| Caldense         | 1-1    | 0-1    | 2-1    | ––––\| |        |        | 0-2    |        |        | 3-0    |        |        |
| Cruzeiro         |        | 1-1    |        | 3-0    | ––––\| |        | 1-0    | 2-0    |        | 3-0    |        |        |
| Guarani-MG       |        |        |        | 0-0    | 1-3    | ––––\| |        | 1-1    | 0-0    |        | 1-0    |        |
| CA Patrocinense  | 0-0    | 0-1    | 1-2    |        |        | 1-1    | ––––\| |        |        | 1-1    | 2-1    |        |
| Tombense         | 1-2    | 1-0    |        | 0-2    |        |        | 3-0    | ––––\| |        |        |        | 3-1    |
| Tupi             |        |        |        | 2-2    | 0-3    |        | 0-2    | 1-1    | ––––\| |        |        | 1-1    |
| Tupynambas       |        | 1-2    | 0-5    |        |        | 2-0    |        | 0-0    | 1-0    | ––––\| |        |        |
| URT              |        |        | 1-1    | 1-1    | 1-1    |        |        | 1-1    | 2-1    | 1-0    | ––––\| |        |
| Villa Nova       |        |        |        | 1-0    | 0-3    | 0-0    | 3-1    |        |        | 1-5    | 1-0    | ––––\| |

Legenda:
     Vittoria della squadra in casa.
     Vittoria della squadra in trasferta.
     Pareggio.
Note:
In grassetto i clássicos.

## Seconda fase

### Tabellone
|  | Quarti di finale | Quarti di finale | Quarti di finale |  |  | Semifinali | Semifinali       | Semifinali | Semifinali | Semifinali |   |   | Finale | Finale           | Finale | Finale | Finale |  |
|  |                  |                  |                  |  |  |            |                  |            |            |            |   |   |        |                  |        |        |        |  |
|  | 1                | Atlético Mineiro | 3                |  |  |            |                  |            |            |            |   |   |        |                  |        |        |        |  |
|  | 8                | Tupynambás       | 1                |  |  | 1          | Atlético Mineiro | 0          | 5          | 5          |   |   |        |                  |        |        |        |  |
|  | 4                | Boa Esporte      | 1 (3)            |  |  | 4          | Boa Esporte      | 0          | 0          | 0          |   |   |        |                  |        |        |        |  |
|  | 5                | Tombense         | 1 (0)            |  |  |            |                  |            |            |            |   |   | 1      | Atlético Mineiro | 1      | 1      | 2      |  |
|  | 2                | Cruzeiro         | 5                |  |  |            |                  | 2          | Cruzeiro   | 2          | 1 | 3 |        |                  |        |        |        |  |
|  | 7                | Patrocinense     | 0                |  |  | 2          | Cruzeiro         | 3          | 3          | 6          |   |   |        |                  |        |        |        |  |
|  | 3                | América-MG       | 2                |  |  | 3          | América-MG       | 2          | 0          | 2          |   |   |        |                  |        |        |        |  |
|  | 6                | Caldense         | 0                |  |  |            |                  |            |            |            |   |   |        |                  |        |        |        |  |

### Quarti di finale
| Squadra 1        | Risultato       | Squadra 2    |
| ---------------- | --------------- | ------------ |
| Atlético Mineiro | 3 - 1           | Tupynambás   |
| Boa Esporte      | 1 - 1 (3-0 dtr) | Tombense     |
| Cruzeiro         | 5 - 0           | Patrocinense |
| América-MG       | 2 - 0           | Caldense     |

#### Risultati
| Arbitro: | Ronei Candido Alves |

|                                                          |           |  |
| Fred 7’ Rodriguinho 22’, 74’ Marquinhos Gabriel 46’, 48’ | Marcatori |  |

| Arbitro: | Ricardo Marques Ribeiro |

|                                           |                      |                                |
| Gustavo Henrique 7’                       | Marcatori            | 83’ Everton Galdino            |
| Gindré Chiquinho Alagoano Reiner Ferreira | Tiri di rigore 3 – 0 | Bruninho Bruno Ferreira Vander |

| Arbitro: | Emerson de Almeida Ferreira |

|                                       |           |                      |
| Cazares 28’, 62’ Ricardo Oliveira 82’ | Marcatori | 72’ (rig.) Ademilson |

| Arbitro: | Felipe Fernandes de Lima |

|                                  |           |  |
| Matheusinho 83’ João Paulo 90+2’ | Marcatori |  |

### Semifinali
| Squadra 1        | Totale | Squadra 2   | Andata | Ritorno |
| ---------------- | ------ | ----------- | ------ | ------- |
| Atlético Mineiro | 5 - 0  | Boa Esporte | 0 - 0  | 5 - 0   |
| Cruzeiro         | 6 - 2  | América-MG  | 3 - 2  | 3 - 0   |

#### Risultati

##### Andata
| Varginha 30 marzo 2019, ore 18:00 UTC-3 ritorno → | Boa Esporte  | 0 – 0 referto | Atlético Mineiro | Stadio Municipal Prefeito Dilzon Luiz de Melo\| Arbitro: \| Rafael Traci \| |
| Arbitro:                                          | Rafael Traci |               |                  |                                                                             |

| Arbitro: | Marcelo de Lima Henrique |

|                                       |           |                    |
| Diego Jussani 57’ Jonatas Belusso 83’ | Marcatori | 17’, 51’, 70’ Fred |

##### Ritorno
| Arbitro: | Leandro Pedro Duaren |

|                              |           |  |
| Léo 15’ Fred 19’ Rafinha 88’ | Marcatori |  |

| Arbitro: | Anderson Daronco |

|                                                                    |           |  |
| Luan 24’ Elias 40’ Victor Souza 40+3’ (aut.) Geuvânio 47’ Vina 72’ | Marcatori |  |

### Finale
| Squadra 1 | Totale | Squadra 2        | Andata | Ritorno |
| --------- | ------ | ---------------- | ------ | ------- |
| Cruzeiro  | 3 - 2  | Atlético Mineiro | 2 - 1  | 1 - 1   |

#### Andata
| Arbitro: | Wagner do Nascimento Magalhães |

|                                |           |                      |
| Marquinhos Gabriel 45’ Léo 61’ | Marcatori | 55’ Ricardo Oliveira |

| Cruzeiro | Atlético Mineiro |

##### Formazioni
| América Mineiro (4-5-1) |    |                      |         |     |
|                         |    |                      |         |     |
| P                       | 1  | Fábio                |         |     |
| D                       | 2  | Edílson              | 40+5’   |     |
| D                       | 26 | Dedé                 |         |     |
| D                       | 3  | Léo                  |         |     |
| D                       | 6  | Egídio               |         |     |
| C                       | 8  | Henrique             | 41’     |     |
| C                       | 29 | Lucas Romero         | 68’     | 72’ |
| C                       | 19 | Robinho              |         | 76’ |
| C                       | 23 | Rodriguinho          |         | 67’ |
| C                       | 20 | Marquinhos Gabriel   | 40+5’   |     |
| A                       | 9  | Fred                 | 39’     |     |
| Sostituzioni:           |    |                      |         |     |
| P                       | 12 | Rafael               |         |     |
| D                       | 4  | Murilo Cerqueira     |         |     |
| D                       | 18 | Dodô                 |         |     |
| D                       | 25 | Fabrício Bruno       |         |     |
| D                       | 28 | Luis Manuel Orejuela |         |     |
| C                       | 5  | Ariel Cabral         |         | 72’ |
| C                       | 7  | Rafinha              | , 90+6’ | 76’ |
| C                       | 16 | Lucas Silva          |         |     |
| C                       | 27 | Jadson               |         |     |
| A                       | 11 | David                |         |     |
| A                       | 32 | Pedro Rocha          |         | 67’ |
| A                       | 99 | Sassá                |         |     |
| Allenatore:             |    |                      |         |     |
| Mano Menezes            |    |                      |         |     |

| Atlético Mineiro (4-3-3) |    |                    |         |     |
|                          |    |                    |         |     |
| P                        | 1  | Victor             | 89’     |     |
| D                        | 98 | Guga               |         |     |
| D                        | 3  | Leonardo Silva     | 88’     |     |
| D                        | 16 | Igor Rabello       |         |     |
| D                        | 6  | Fábio Santos       | 62’     |     |
| C                        | 21 | Adílson            | , 90+6’ |     |
| C                        | 7  | Elias              |         |     |
| C                        | 10 | Juan Cazares       |         | 18’ |
| A                        | 27 | Luan               | 38’     | 45’ |
| A                        | 8  | Yimmi Chará        |         |     |
| A                        | 9  | Ricardo Oliveira   | 39’     | 86’ |
| Sostituzioni:            |    |                    |         |     |
| P                        | 31 | Michael            |         |     |
| P                        | 40 | Cleiton Schwengber |         |     |
| D                        | 19 | Iago Maidana       |         |     |
| D                        | 22 | Hulk               |         |     |
| D                        | 29 | Patric             |         |     |
| C                        | 14 | Zé Welison         |         |     |
| C                        | 23 | Nathan             |         |     |
| C                        | 88 | Jair               |         |     |
| C                        | 92 | Vina               |         | 18’ |
| A                        | 11 | Maicon             | 45’     | 45’ |
| A                        | 44 | Alerrandro         |         |     |
| A                        | 49 | Geuvânio           |         | 86’ |
| Allenatore:              |    |                    |         |     |
| Rodrigo Santana          |    |                    |         |     |

#### Ritorno
| Arbitro: | Leandro Bizzio Marinho |

|           |           |                 |
| Elias 29’ | Marcatori | 79’ (rig.) Fred |

| Atlético Mineiro | Cruzeiro |

##### Formazioni
| Atlético Mineiro (4-3-3) |    |                    |       |     |
|                          |    |                    |       |     |
| P                        | 1  | Victor             | 40+5’ |     |
| D                        | 98 | Guga               |       |     |
| D                        | 3  | Leonardo Silva     |       |     |
| D                        | 16 | Igor Rabello       |       |     |
| D                        | 6  | Fábio Santos       |       |     |
| C                        | 14 | Zé Welison         |       | 85’ |
| C                        | 7  | Elias              |       |     |
| C                        | 27 | Luan               | 56’   | 67’ |
| A                        | 49 | Geuvânio           | 3’    | 72’ |
| A                        | 8  | Yimmi Chará        |       |     |
| A                        | 9  | Ricardo Oliveira   | 76’   |     |
| Sostituzioni:            |    |                    |       |     |
| P                        | 31 | Michael            |       |     |
| P                        | 40 | Cleiton Schwengber |       |     |
| D                        | 19 | Iago Maidana       |       |     |
| D                        | 22 | Hulk               |       |     |
| D                        | 29 | Patric             |       |     |
| C                        | 18 | Lucas Cândido      |       |     |
| C                        | 23 | Nathan             |       |     |
| C                        | 88 | Jair               |       |     |
| C                        | 92 | Vina               |       | 67’ |
| A                        | 11 | Maicon             |       | 72’ |
| A                        | 20 | David Terans       |       |     |
| A                        | 44 | Alerrandro         |       | 85’ |
| Allenatore:              |    |                    |       |     |
| Rodrigo Santana          |    |                    |       |     |

| Cruzeiro (4-5-1) |    |                      |       |     |
|                  |    |                      |       |     |
| P                | 1  | Fábio                | 40+6’ |     |
| D                | 2  | Edílson              | 36’   |     |
| D                | 26 | Dedé                 |       |     |
| D                | 3  | Léo                  |       |     |
| D                | 18 | Dodô                 |       |     |
| C                | 8  | Henrique             |       |     |
| C                | 29 | Lucas Romero         |       | 71’ |
| C                | 19 | Robinho              |       |     |
| C                | 23 | Rodriguinho          |       | 81’ |
| C                | 20 | Marquinhos Gabriel   |       | 65’ |
| A                | 9  | Fred                 | 40+5’ |     |
| Sostituzioni:    |    |                      |       |     |
| P                | 12 | Rafael               |       |     |
| D                | 4  | Murilo Cerqueira     |       |     |
| D                | 6  | Egídio               |       |     |
| D                | 25 | Fabrício Bruno       |       |     |
| D                | 28 | Luis Manuel Orejuela |       |     |
| C                | 5  | Ariel Cabral         |       |     |
| C                | 10 | Thiago Neves         | 74’   | 71’ |
| C                | 16 | Lucas Silva          |       | 81’ |
| C                | 27 | Jadson               |       |     |
| A                | 11 | David                |       |     |
| A                | 32 | Pedro Rocha          |       | 65’ |
| A                | 99 | Sassá                |       |     |
| Allenatore:      |    |                      |       |     |
| Mano Menezes     |    |                      |       |     |

## Troféu do Interior
Il Troféu do Interior è stato assegnato al Boa Esporte, unico club non di Belo Horizonte ad accedere alle semifinali della seconda fase.

## Statistiche

### Classifica marcatori
| Gol |  |  | Giocatore          | Squadra          |
| --- |  |  | ------------------ | ---------------- |
| 12  |  |  | Fred               | Cruzeiro         |
| 8   |  |  | Alerrandro         | Atlético Mineiro |
| 7   |  |  | Ricardo Oliveira   | Atlético Mineiro |
| 6   |  |  | Anderson Gindré    | Boa Esporte      |
| 6   |  |  | Gustavo Henrique   | Boa Esporte      |
| 5   |  |  | Cássio Ortega      | Tombense         |
| 4   |  |  | Ademilson Correa   | Tupynambás       |
| 4   |  |  | Felipe Baiano      | Caldense         |
| 4   |  |  | Júnior Viçosa      | América Mineiro  |
| 4   |  |  | Marquinhos Gabriel | Cruzeiro         |
| 4   |  |  | Rodriguinho        | Cruzeiro         |

### Squadra della stagione
La squadra della stagione è stata selezionata al termine del torneo.
| Ruolo | Naz.               | Giocatore          | Squadra          |
| ----- | ------------------ | ------------------ | ---------------- |
| P     | Brasile (bandiera) | Fábio              | Cruzeiro         |
| TD    | Brasile (bandiera) | Leandro Silva      | América-MG       |
| D     | Brasile (bandiera) | Dedé               | Cruzeiro         |
| D     | Brasile (bandiera) | Léo                | Cruzeiro         |
| TS    | Brasile (bandiera) | Egídio             | Cruzeiro         |
| C     | Brasile (bandiera) | Henrique           | Cruzeiro         |
| C     | Brasile (bandiera) | Luan               | Atlético Mineiro |
| C     | Brasile (bandiera) | Rodriguinho        | Cruzeiro         |
| C     | Brasile (bandiera) | Marquinhos Gabriel | Cruzeiro         |
| A     | Brasile (bandiera) | Fred               | Cruzeiro         |
| A     | Brasile (bandiera) | Ricardo Oliveira   | Atlético Mineiro |

Allenatore
 Mano Menezes (Cruzeiro)
Giocatore del torneo
 Fred (Tombense)